# Richard Herz

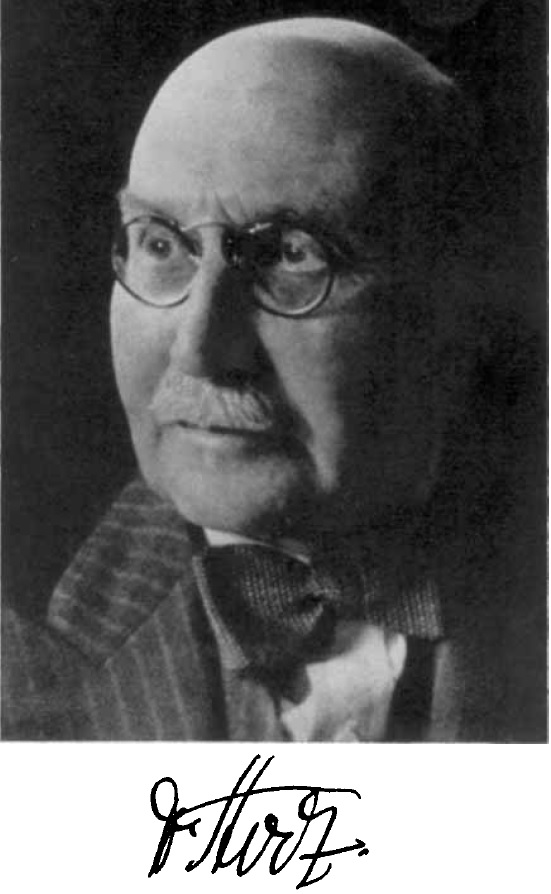
Richard Herz omstreeks 1920

Richard Herz (Weilburg, 21 juli 1867 – Frankfurt am Main, 18 november 1936) was een Duits scheikundige.
Richard Herz werd geboren te Weilburg als zoon van een handelaar. Hij begon zijn studies chemie aan de universiteit van Heidelberg in 1886 en zette die voort aan de Technische Hogeschool van Berlijn-Charlottenburg en de Universiteit van Berlijn. Daar studeerde hij af in 1891 en werd assistent aan de universiteit van Rostock. Hij overleed in 1936 te Frankfurt am Main. Zijn bekendheid is vooral te danken aan het onderzoek dat hij verrichtte in de ontwikkeling van nieuwe kleurstoffen en het beschrijven van de reactie van anilines met zwavelmonochloride, dewelke nu bekendstaat als de Herz-reactie.
| Herz' professionele carrière | Herz' professionele carrière |
| ---------------------------- | --- |
| 1891                         | Assistent universiteit Rostock |
| 1892                         | Medewerker Farbewerke A. Leonhardt & Co, Mühlheim am Main                                                                            |
| 1895                         | Assistent wetenschappelijk laboratorium Levinstein Ltd, Manchester                                                                   |
| 1899                         | Medewerker van de scheikundige firma Casella, alwaar hij zich vooral bezighoudt met de ontwikkeling van zwavelhoudende kleurstoffen. |
| 1914                         | Beschrijven van de zogenaamde Herz-reactie.                                                                                          |
| 1931                         | Pensioen (verlaten van de firma Casella).                                                                                            |